# 愛知県道441号鳳来寺山公園線
愛知県道441号鳳来寺山公園線（あいちけんどう441ごう ほうらいじさんこうえんせん）は、愛知県新城市内を走る一般県道である。

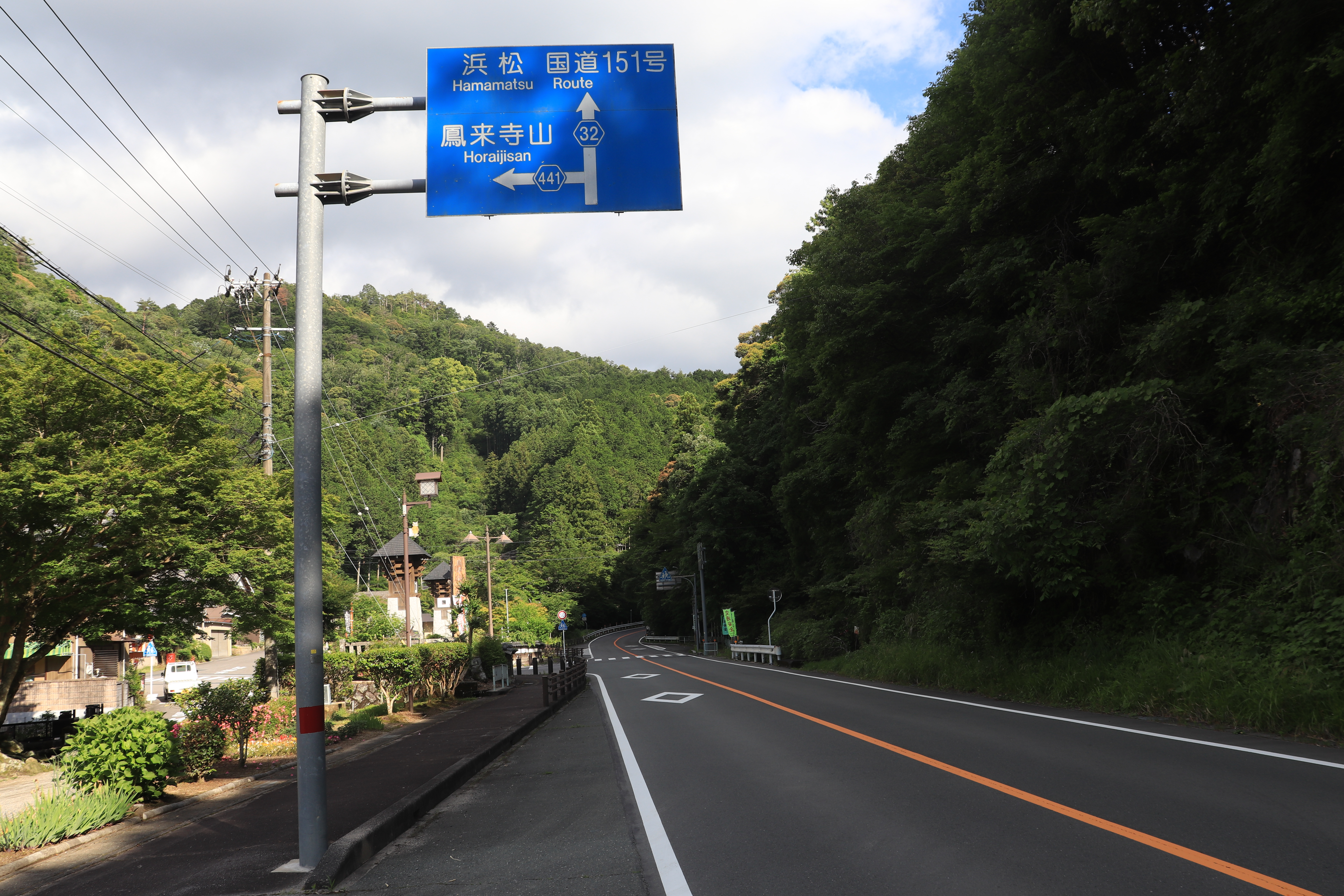
愛知県道441号鳳来寺山公園線（その終点）と愛知県道32号長篠東栄線との交点、鳳来寺の表参道、愛知県新城市門谷笠川にて

鳳来寺山（鳳来寺、鳳来山東照宮）表参道で、鳳来寺山の登山口、1,425段の石段まで接続している。

## 概要
全線に渡り中央線が無い狭路で、一部区間は軽自動車でもすれ違いが不可能なほど道路幅員が狭い。特に表参道一ノ門より起点側は路側帯すらなく旅館街となっていて道路幅員が狭い。
鳳来寺や鳳来山東照宮の表参道であるため、沿線には土産物店や食堂、宿泊施設（旅館）が複数存在する。終点付近には参拝客や登山客用の駐車場が設置されている。
平成2年度手づくり郷土賞（ふるさとの坂道）を受賞。

### 路線データ
- 起点：愛知県新城市門谷上浦（鳳来寺山登山口）
- 終点：愛知県新城市門谷笠川（愛知県道32号長篠東栄線・愛知県道389号富栄設楽線交点）
- 全長：約1.2km

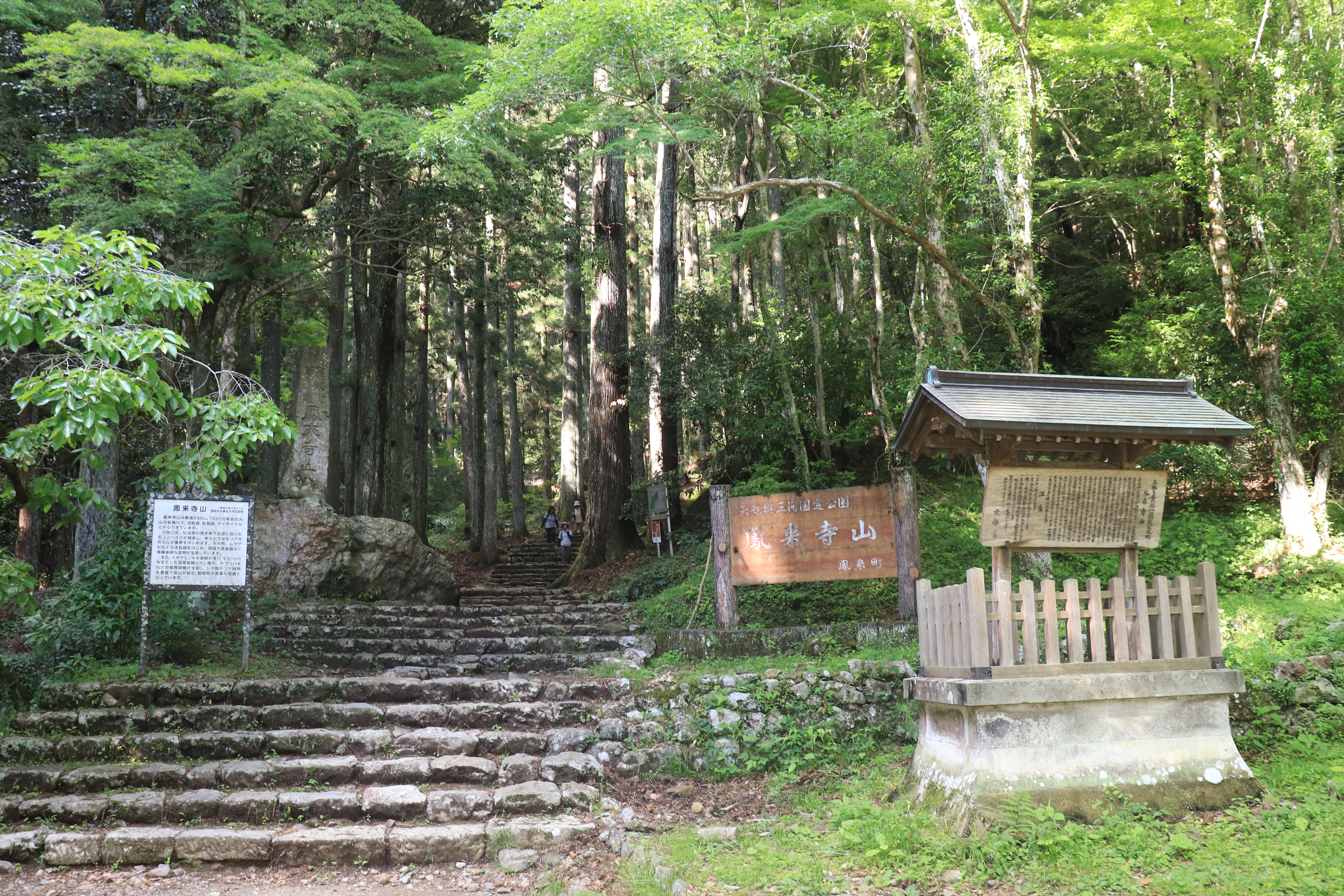
起点、反対側は鳳来寺への石段
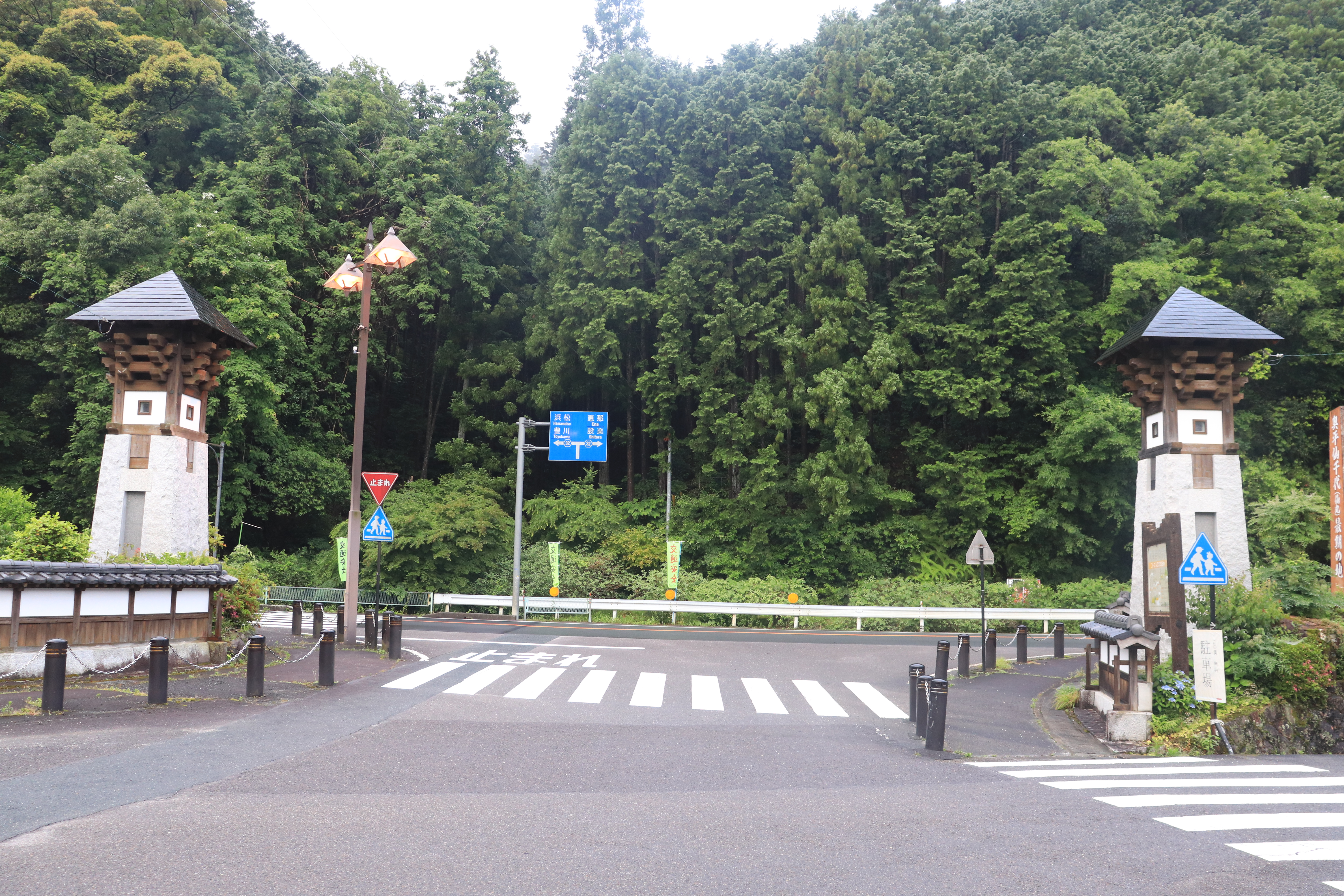
終点の三の門、愛知県道32号長篠東栄線との交点

## 沿革
- 1972年5月4日：認定

## 通過する自治体
- 愛知県
  - 新城市

## 接続する道路
- 愛知県道32号長篠東栄線・愛知県道389号富栄設楽線（新城市門谷笠川）

## 沿線周辺
- 鳳来寺山
- 鳳来寺
- 鳳来山東照宮
- 鳳来寺山自然科学博物館
- 真増寺

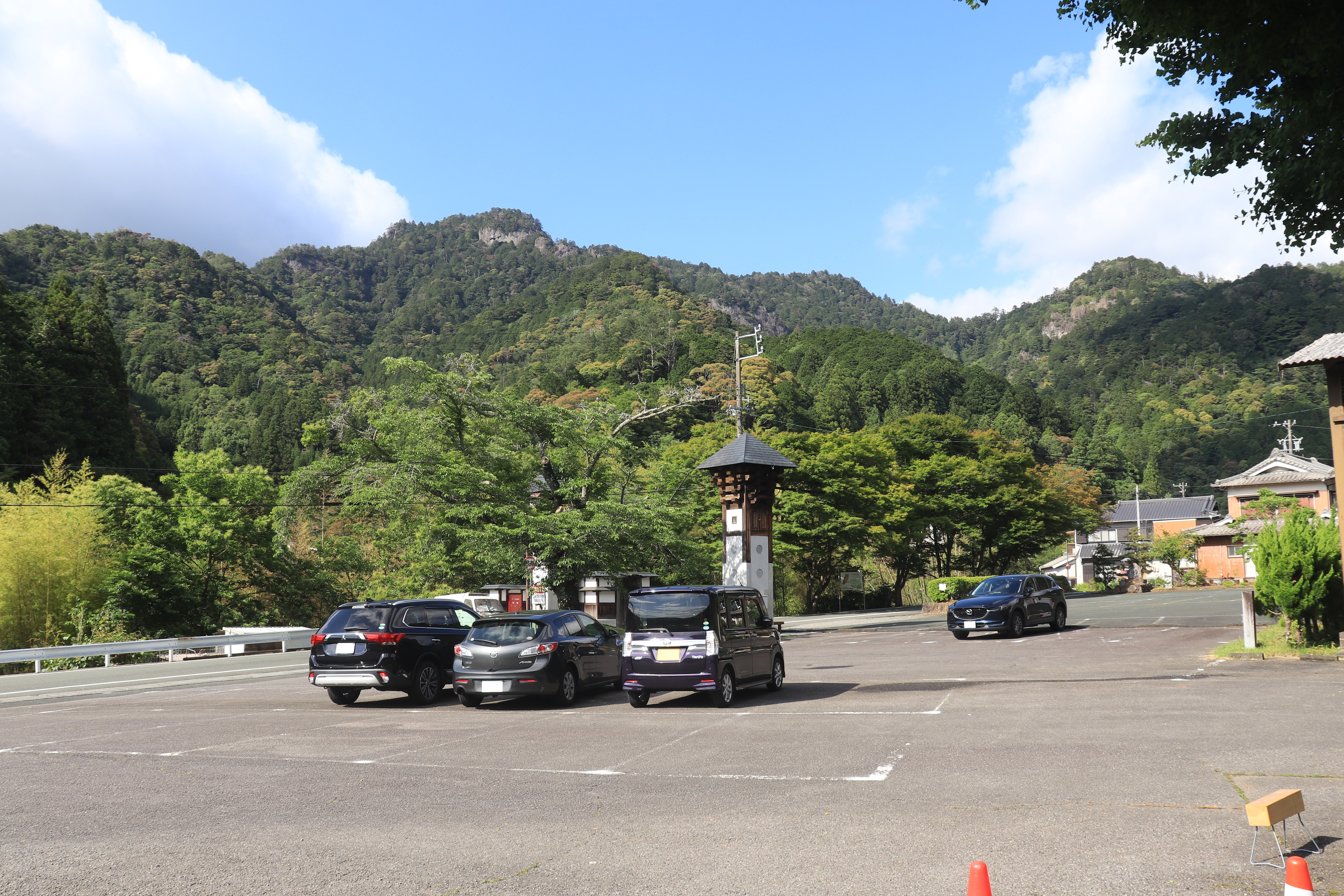
愛知県道441号鳳来寺山公園線、鳳来寺の表参道の一の門から望む鳳来寺山

- 門谷小学校（1970年に廃校、木造校舎は現存）
- 愛知県立鳳来寺高等学校（2011年に閉校）
- 鳳来寺駅（廃駅）
- 鳳来寺山歴史文化考証館（通称は観来館）